# Hans Liebherr

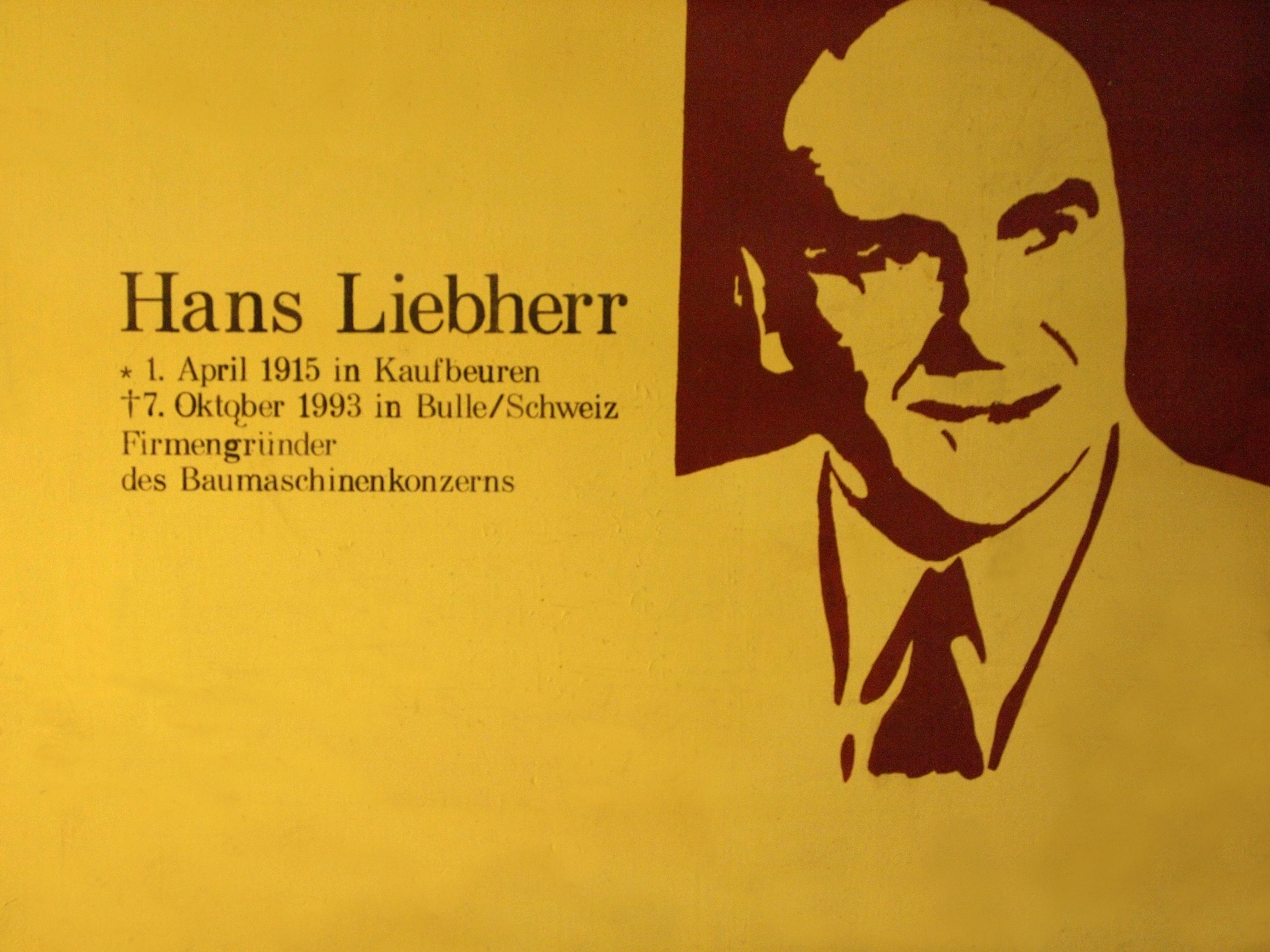
Porträt von Hans Liebherr im Bahnhof Kaufbeuren (2012)

Hans Liebherr (* 1. April 1915 in Kaufbeuren, Königreich Bayern, Deutsches Reich; † 7. Oktober 1993 in La Tour-de-Peilz, Kanton Waadt, Schweiz) war ein deutscher Baumeister, Erfinder und Unternehmensgründer des Baumaschinenkonzerns Liebherr. Er war zudem Aufsichtsratsvorsitzender der Liebherr-Holding GmbH in Biberach an der Riß und Präsident des Verwaltungsrats der Liebherr-International AG in Nussbaumen/Schweiz.

## Leben
Hans Liebherr war Sohn des Müllers Wilhelm Liebherr, der zwei Jahre nach Hans’ Geburt im Ersten Weltkrieg fiel. Die Mutter Mathilde, geborene Arnold, heiratete 1922 in zweiter Ehe den Baumeister Johann Sailer aus Kirchdorf an der Iller. Bis 1928 besuchte Liebherr die örtliche Volksschule. Ursprünglich wollte Liebherr Konditor werden, aber der Stiefvater zwang den Jungen, dessen Beruf zu erlernen. So absolvierte Liebherr eine Lehre im Baugeschäft des Stiefvaters und legte 1931 die Gesellenprüfung ab. Liebherr besuchte zwischen 1936 und 1938, nach kurzer Unterbrechung durch die Militärdienstzeit 1934/35, die Baumeisterschule in Biberach, legte 1938 die Baumeisterprüfung in Ulm ab und übernahm die Leitung des elterlichen Betriebs.
Ein Jahr später wurde er zum Kriegsdienst im Zweiten Weltkrieg eingezogen. Während des Krieges diente Liebherr beim Ulmer Pionier-Bataillon 101, das der 101. leichten Infanterie-Division unterstellt war und im Deutsch-Sowjetischen Krieg unter der Heeresgruppe Süd kämpfte. Gegen Ende des Krieges wurde er zum zweiten Mal verwundet und schließlich in ein Lazarett in Pirna bei Dresden verlegt. Nach seiner Genesung schlug er sich von dort aus in die Heimat nach Baden-Württemberg durch.
Anschließend übernahm er wieder das elterliche Baugeschäft, heiratete und gründete eine Familie: Hans junior wurde 1945 geboren, Willi 1947, Markus 1948, Isolde 1949 und Hubert 1950. In diesen Jahren begann Liebherr, seine Ideen zur Vereinfachung der schweren Bauarbeit zu verwirklichen. Eine Herausforderung stellte 1948 der Auftrag der damaligen Energie-Versorgung Schwaben am Illerkraftwerk Aitrach-Ferthofen dar. Dort sollten mit Hilfe von Unterwassersprengungen Reste der im Zweiten Weltkrieg bombardierten Illerbrücke aus der Iller entfernt werden. Liebherr und seine Arbeiter lösten die Aufgabe mit Sprengstoff aus alten Bomben.

### Entwicklung des ersten Krans

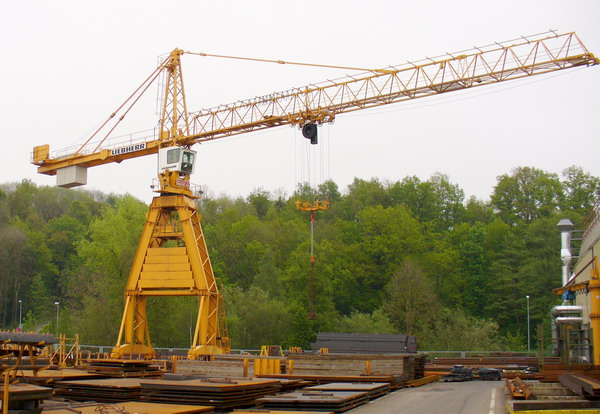
Liebherr Kranwerk in Biberach

Weite Teile Deutschlands befanden sich in der Nachkriegszeit im Wiederaufbau. Hans Liebherr erkannte den Bedarf an Maschinen und Werkzeugen für das Baugewerbe und den Wohnungsbau. Die Baukrane bis 1945 hatten große Ähnlichkeit mit Schiffskranen und waren nur auf Großbaustellen einsetzbar. Mit mehreren Schlossern und Schmieden konstruierte Hans Liebherr 1949 den ersten mobilen Turmdrehkran, der leicht montierbar und für kleinere Baustellen geeignet war. Diese Erfindung meldete er am 19. August 1949 als „Fahrbaren Turmdrehkran“ mit dem Namen TK 10 beim Deutschen Patentamt an und gründete die Hans Liebherr Maschinenfabrik. Kurz darauf kam die Kranproduktion in Gang und aus dem Baugeschäft wurde ein Baumaschinenhersteller. Die Konstruktion und kaufmännische Verwaltung waren in Kirchdorf zunächst in einem knapp 100 m2 großen Holzhaus untergebracht, das zur Hälfte der Familie Liebherr mit ihren fünf kleinen Kindern als Wohnung diente.

### Aufbau eines Weltkonzerns
Anfang der 1950er Jahre waren Zahnräder in Deutschland nur in begrenzten Mengen erhältlich. Diese wurden allerdings für die Herstellung von Getrieben für die Kranproduktion benötigt. Daher begann Hans Liebherr 1951 in Kirchdorf mit der eigenen Produktion von Zahnrädern und baute erste Werkzeugmaschinen. 1954 folgte die Entwicklung des ersten fahrbaren Hydraulikbaggers L 300 auf dem Kontinent, dessen serienmäßige Produktion noch im selben Jahr in Kirchdorf anlief. In Ochsenhausen wurde 1955 mit der Herstellung von Kühlschränken begonnen, ein Jahr später mit der Fertigung von Betonmischanlagen in Bad Schussenried.
Den Hauptsitz des expandierenden Unternehmens verlegte Liebherr 1956 nach Biberach an der Riß, nachdem bereits seit 1954 die schrittweise Verlagerung des Turmdrehkranbaus dorthin erfolgt war. Seit 1953 hatte Hans Liebherr nach einem neuen Standort gesucht, da in dem kleinen Bauerndorf Kirchdorf an der Iller die Arbeitskräfte knapp wurden. Insgesamt 32 Städte bewarben sich damals um den Standort. Die Stadt Laupheim lockte mit einem Landeskredit in Millionenhöhe, Bad Schussenried wollte Liebherr den Grund schenken und die Gewerbesteuer aussetzen. Biberachs Bürgermeister Wilhelm Leger bot einen Grundstückspreis von 1 DM/m² und einen Baukostenzuschuss von 400.000 DM und erzählte beiläufig, dass das Bundesverkehrsministerium den Donau-Bodensee-Kanal plane, der von Ulm über Biberach nach Friedrichshafen führen sollte. Zentraler Umschlagshafen für Oberschwaben sollte Biberach werden. Die Investitionsentscheidung war damit gefallen. Nur Monate später zerschlugen sich alle Pläne für diesen Kanal.
1958 ließ Hans Liebherr den ersten Auslandsstandort in Killarney (Irland) errichten. Dort ist eine Straße nach ihm benannt. Weitere Produktions- und Vertriebsgesellschaften entstanden in Südafrika, Österreich, Frankreich, der Schweiz und Großbritannien. Das Produktspektrum der Firmengruppe wurde zusätzlich auf das Gebiet der Flugzeugtechnologie erweitert. 1970 wagte Liebherr den Schritt nach Übersee. Ab 1976 zog er sich aus dem operativen Geschäft zurück und konzentrierte sich auf die strategische Unternehmensführung.
Hans Liebherr widmete sich darüber hinaus dem Erbauen und Betreiben von Hotels. Im Südwesten von Irland baute er Ende der 1950er Jahre zunächst ein Gästehaus für die Beherbergung von Kunden aus Kontinentaleuropa. Daraus entstand in der Folge die Idee zur Errichtung eines Hotels. Im April 1981 begann er, seine Vision eines Hotels am Seefelder Plateau in Telfs-Buchen zu verwirklichen. In vier Jahren Bauzeit ließ er das Interalpen-Hotel Tyrol, das zum damaligen Zeitpunkt größte Hotel in den Alpen, errichten. Zur Hotelsparte der Firmengruppe zählen 2025 sechs Hotels in Irland, Österreich und Deutschland.
Zur Dachgesellschaft der Firmengruppe wurde die Liebherr-International AG in Bulle (Schweiz), deren Inhaber ausschließlich Mitglieder der Familie Liebherr sind. Das Familienunternehmen wird in der zweiten Generation von den Geschwistern Isolde und Willi Liebherr geleitet, nachdem Hubert, Hans und Markus Liebherr auf ihre Anteile an der Firma verzichtet haben. Seit dem Jahr 2012 sind zudem Vertreter der dritten Generation, Sophie Albrecht, Jan Liebherr, Patricia Rüf und Stéfanie Wohlfarth, in die Leitung einzelner Unternehmensbereiche eingebunden.
Als Hans Liebherr 1993 starb, beschäftigte das Unternehmen 15.000 Mitarbeiter in 46 Gesellschaften und hatte einen Jahresumsatz von über 4 Mrd. DM. 30 Jahre später zählte der  Liebherr-Konzern weltweit mehr als 50.000 Mitarbeiter.

## Ehrungen
- Ehrendoktorwürde (Dr.-Ing. E. h.) der Technischen Hochschule Aachen (1964)
- Ehrensenator der Universitäten Karlsruhe (1974) und Tübingen (1984)
- Ehrenbürger der Gemeinden Kirchdorf an der Iller (1975), Biberach an der Riß (1975) und Bischofshofen (1984)
- Ehrenzeichen der Länder Tirol (1985) und Salzburg (1985)
- Großes Bundesverdienstkreuz, 1986
- Staatsmedaille für besondere Verdienste um die bayerische Wirtschaft, 1986[1]
- Aufnahme in die Association of Equipment Manufacturers (AEM) Hall of Fame, 2010[12]

## Weblinks

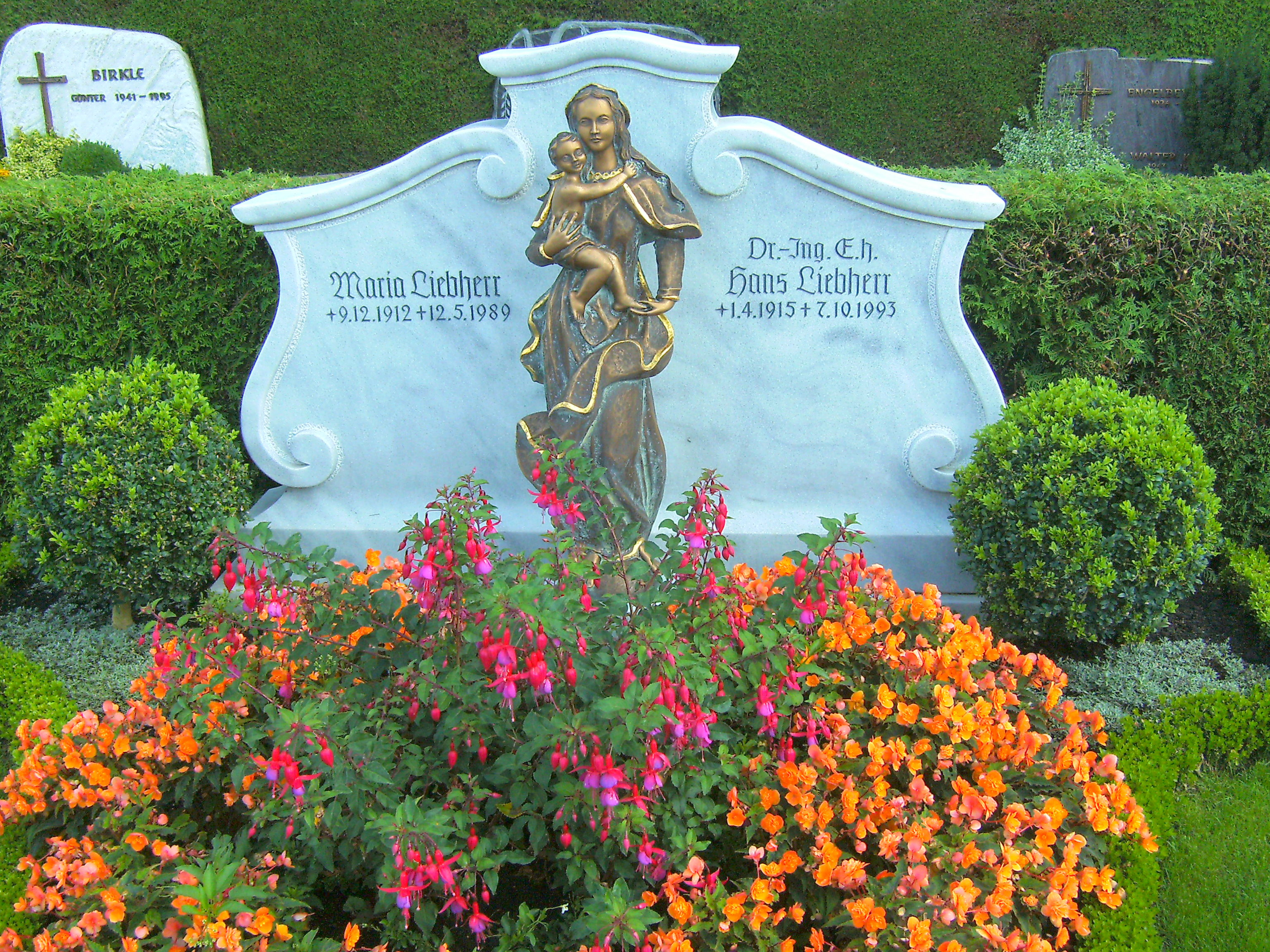
Familiengrab Liebherr (2008)

## Stammbaum
Der folgende Stammbaum zeigt die Linie von Liebherr.
|                             |                             |                             |                             |                             |                             |  |  |                         |                         |                         |                         |                         |                         |  |  | Hans Liebherr (1915–1993)    |                              |                              |                              |                              |                              |  |  |                          |                          |                          |                          |                          |                          |  |  |                          |                          |                          |                          |                          |                          |  |  |  |  |  |  |  |  |  |  |  |  |  |  |  |  |  |  |  |  |  |  |  |  |  |  |  |  |  |  |
|                             |                             |                             |                             |                             |                             |  |  |                         |                         |                         |                         |                         |                         |  |  |                              |                              |                              |                              |                              |                              |  |  |                          |                          |                          |                          |                          |                          |  |  |                          |                          |                          |                          |                          |                          |  |  |  |  |  |  |  |  |  |  |  |  |  |  |  |  |  |  |  |  |  |  |  |  |  |  |  |  |  |  |
|                             |                             |                             |                             |                             |                             |  |  |                         |                         |                         |                         |                         |                         |  |  |                              |                              |                              |                              |                              |                              |  |  |                          |                          |                          |                          |                          |                          |  |  |                          |                          |                          |                          |                          |                          |  |  |  |  |  |  |  |  |  |  |  |  |  |  |  |  |  |  |  |  |  |  |  |  |  |  |  |  |  |  |
| Hans Liebherr Jr. (* 1945)  | Hans Liebherr Jr. (* 1945)  | Hans Liebherr Jr. (* 1945)  | Hans Liebherr Jr. (* 1945)  | Hans Liebherr Jr. (* 1945)  | Hans Liebherr Jr. (* 1945)  |  |  | Willi Liebherr (* 1947) | Willi Liebherr (* 1947) | Willi Liebherr (* 1947) | Willi Liebherr (* 1947) | Willi Liebherr (* 1947) | Willi Liebherr (* 1947) |  |  | Markus Liebherr (1948–2010)  | Markus Liebherr (1948–2010)  | Markus Liebherr (1948–2010)  | Markus Liebherr (1948–2010)  | Markus Liebherr (1948–2010)  | Markus Liebherr (1948–2010)  |  |  | Isolde Liebherr (* 1949) | Isolde Liebherr (* 1949) | Isolde Liebherr (* 1949) | Isolde Liebherr (* 1949) | Isolde Liebherr (* 1949) | Isolde Liebherr (* 1949) |  |  | Hubert Liebherr (* 1950) | Hubert Liebherr (* 1950) | Hubert Liebherr (* 1950) | Hubert Liebherr (* 1950) | Hubert Liebherr (* 1950) | Hubert Liebherr (* 1950) |  |  |  |  |  |  |  |  |  |  |  |  |  |  |  |  |  |  |  |  |  |  |  |  |  |  |  |  |  |  |
| Hans Liebherr Jr. (* 1945)  | Hans Liebherr Jr. (* 1945)  | Hans Liebherr Jr. (* 1945)  | Hans Liebherr Jr. (* 1945)  | Hans Liebherr Jr. (* 1945)  | Hans Liebherr Jr. (* 1945)  |  |  | Willi Liebherr (* 1947) | Willi Liebherr (* 1947) | Willi Liebherr (* 1947) | Willi Liebherr (* 1947) | Willi Liebherr (* 1947) | Willi Liebherr (* 1947) |  |  | Markus Liebherr (1948–2010)  | Markus Liebherr (1948–2010)  | Markus Liebherr (1948–2010)  | Markus Liebherr (1948–2010)  | Markus Liebherr (1948–2010)  | Markus Liebherr (1948–2010)  |  |  | Isolde Liebherr (* 1949) | Isolde Liebherr (* 1949) | Isolde Liebherr (* 1949) | Isolde Liebherr (* 1949) | Isolde Liebherr (* 1949) | Isolde Liebherr (* 1949) |  |  | Hubert Liebherr (* 1950) | Hubert Liebherr (* 1950) | Hubert Liebherr (* 1950) | Hubert Liebherr (* 1950) | Hubert Liebherr (* 1950) | Hubert Liebherr (* 1950) |  |  |  |  |  |  |  |  |  |  |  |  |  |  |  |  |  |  |  |  |  |  |  |  |  |  |  |  |  |  |
| Christina Liebherr (* 1979) | Christina Liebherr (* 1979) | Christina Liebherr (* 1979) | Christina Liebherr (* 1979) | Christina Liebherr (* 1979) | Christina Liebherr (* 1979) |  |  |                         |                         |                         |                         |                         |                         |  |  | Katharina Liebherr (* ≈1977) | Katharina Liebherr (* ≈1977) | Katharina Liebherr (* ≈1977) | Katharina Liebherr (* ≈1977) | Katharina Liebherr (* ≈1977) | Katharina Liebherr (* ≈1977) |  |  |                          |                          |                          |                          |                          |                          |  |  |                          |                          |                          |                          |                          |                          |  |  |  |  |  |  |  |  |  |  |  |  |  |  |  |  |  |  |  |  |  |  |  |  |  |  |  |  |  |  |